# Praomys degraaffi
Praomys degraaffi és una espècie de mamífer rosegador de la família dels múrids. Viu a altituds d'entre 1.900 i 2.600 msnm a la part oriental del rift Albertí (Burundi, Ruanda i Uganda). El seu hàbitat natural són els boscos montans humits. Està amenaçat per la desforestació del seu medi. L'espècie fou anomenada en honor del zoòleg Gerrit De Graaff.